# Al Unser Jr.
Pour les articles homonymes, voir Unser.
Alfred Unser Junior, dit Little Al, Al Junior, ou simplement Junior (né le 19 avril 1962 à Albuquerque, Nouveau-Mexique) est un pilote automobile américain. Avec deux victoires aux 500 miles d'Indianapolis et deux titres en CART, il est considéré comme l'un des plus grands pilotes américains de sa génération.

## Biographie
Al Unser Jr est le fils de Al Unser et le neveu de Bobby Unser deux anciens vainqueurs des 500 Miles d'Indianapolis. Logiquement, celui que l'on surnomme de fait Little Al se tourne rapidement vers le sport automobile. Après avoir remporté le championnat de Formule Super Vee en 1981, il accède au CART en 1982. En 1984, il décroche sa première victoire dans la discipline, et en 1985, il ne manque le titre que pour un seul point, battu par son père. Devenu au fil des années l'un des meilleurs pilotes du championnat, Al Unser ne parvient néanmoins pas à remporter le championnat. Il passe également proche de la victoire aux 500 miles d'Indianapolis 1989, année où il se fait éjecter de la piste par le futur vainqueur Emerson Fittipaldi à quelques tours de l'arrivée.
Il faut attendre 1990 pour qu'Unser Jr parvienne enfin à se défaire de son image de perdant magnifique. Cette année-là, il remporte son premier titre en CART. Puis, en 1992, il s'impose enfin aux 500 miles d'Indianapolis, à l'issue d'un duel resté fameux avec le Canadien Scott Goodyear (plus faible écart jamais enregistré entre les deux premiers de la course: 0,043 seconde d'avance). Mais l'apogée de la carrière de Unser Jr a lieu en 1994, année où il remporte la moitié des courses de la saison, dont l'Indy 500 pour la deuxième fois. Il coiffe également son deuxième titre de champion CART.
L'année suivante, malgré un retentissant échec aux qualifications de l'Indy 500, il est battu de peu au championnat par Jacques Villeneuve. Mais à partir de 1996, Unser Jr amorce son lent déclin, qui correspond en partie aux difficultés techniques de son écurie (Penske Racing) mais également à des difficultés d'ordre plus personnel.

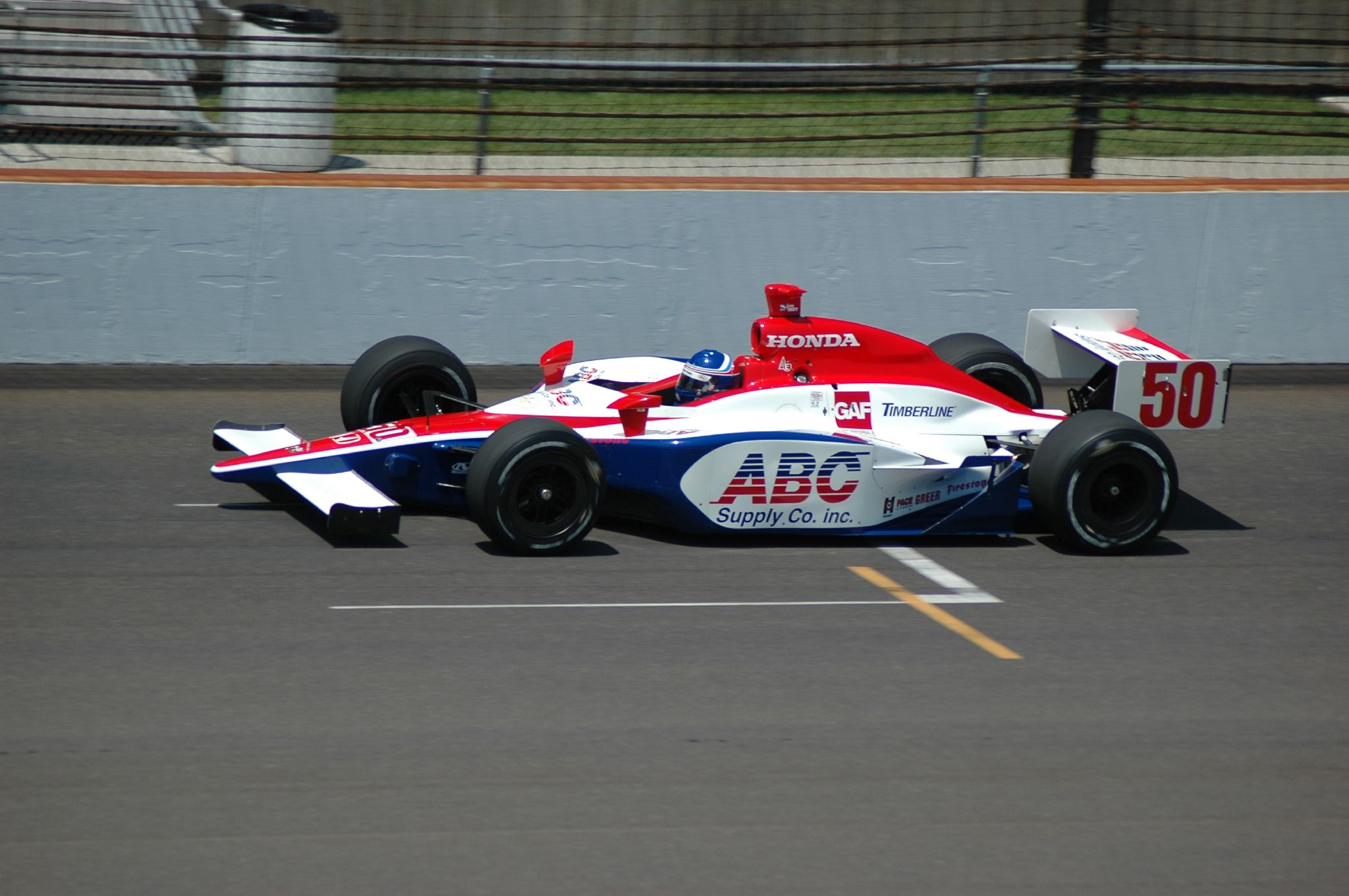
Al Unser Jr lors des essais des 500 miles d'Indianapolis 2007.

À la fin de la saison 1999, au terme de trois saisons complètement ratées, il ne parvient pas à retrouver un volant en CART et doit s'exiler vers l'Indy Racing League, championnat au niveau de compétitivité moindre. Même si ce changement d'univers lui permet de renouer ponctuellement avec la victoire, Unser Jr ne parvient pas à s'affirmer comme un candidat au titre. Lors de l'été 2002, Unser Jr alimente la chronique extra-sportive lorsque ses problèmes d'alcool sont révélés au grand jour à la suite d'une altercation domestique et qu'il doit mettre sa saison entre parenthèses pendant deux semaines afin de suivre une cure de désintoxication. Dès son retour à la compétition, il retrouve un bon niveau de compétitivité, et en 2003, malgré une concurrence plus relevée, il réalise même sa meilleure saison en IRL avec une victoire et la sixième place du classement général.
Fin 2003, un grave accident au volant d'un véhicule tout-terrain le laisse avec le bassin brisé. On pense sa carrière compromise, mais Unser Jr revient à la compétition dès le début de la saison 2004. Mais après quelques courses décevantes au sein de la modeste écurie Patrick Racing, il annonce officiellement sa retraite en juin 2004, retraite dont il sort ponctuellement en 2006 et 2007 afin de disputer les 500 miles d'Indianapolis.
Le fils d'Al Unser Jr (également appelé Al Unser et désigné sous le nom de Al Unser III) s'est à son tour lancé dans la compétition automobile.

## Tests en Formule 1
Al Unser est convié par Bernie Ecclestone, alors patron de l'équipe Brabham-BMW, à effectuer un test en Formule 1, en 1986. Unser refuse, préférant se concentrer sur l'Indycar. Il confie des années plus tard en avoir des regrets.
En 1992, Unser reçoit une invitation de Williams pour un test à bord de la Williams FW14B, tout juste sacrée championne du monde. En raison d'une préparation physique insuffisante, le jet-lag, et trop peu d'informations sur la voiture, les résultats du test se révèlent décevants, Unser étant nettement plus lent que Riccardo Patrese, titulaire de l'époque, et Damon Hill, pilote essayeur. Selon Unser, ce test était souhaité par Frank Williams, propriétaire de l'équipe, mais pas par Patrick Head qui l'aurait alors saboté en privant Unser de certaines aides électroniques activées pour Hill.
Une dernière offre parvient à Unser Jr. de la part de Benetton Formula mais, en raison d'un salaire proposé équivalent au quart de ses revenus en Indycar et l'obligation d'emménager en Angleterre, l'Américain refusa.

## Palmarès
- Vainqueur des 500 Miles d'Indianapolis en 1992 et 1994
- Vainqueur du championnat CART en 1990 et 1994
- Vainqueur du championnat IROC en 1986 et 1988
- Vainqueur des 24 Heures de Daytona en 1986 et 1987
- Vainqueur de la catégorie Open Wheel de la Pikes Peak International Hill Climb en 1983
- Vainqueur du championnat CanAm en 1982

## Victoires à l'Indy 500

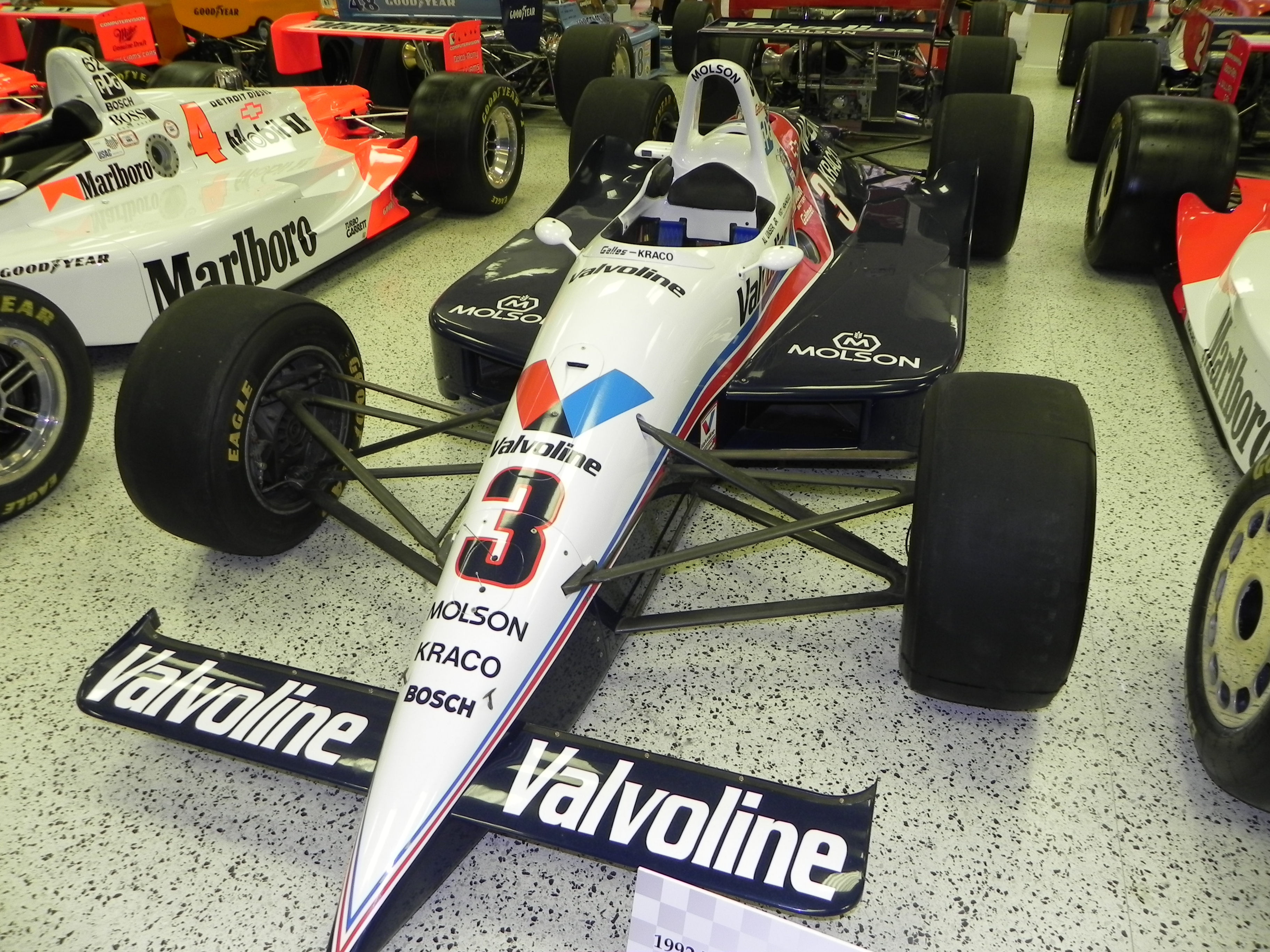
La Galmer (en)-Chevrolet du Galles-Kraco Raciing team victorieuse à l'Indy 500 en 1992 (IMS Hall of Fame Museum);
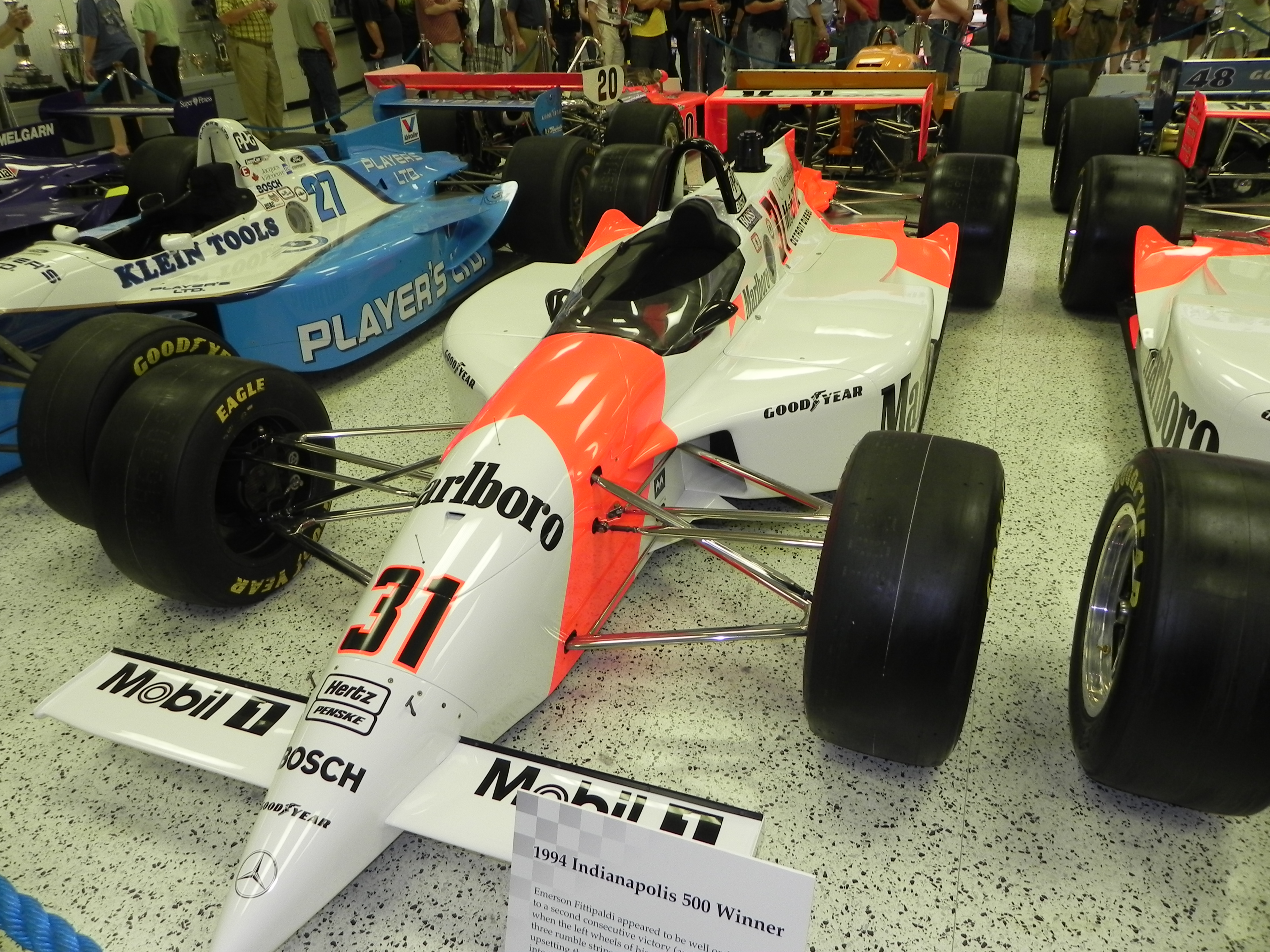
La Penske-Chevrolet du Penske Racing, Incorporated team victorieuse à l'Indy 500 en 1994
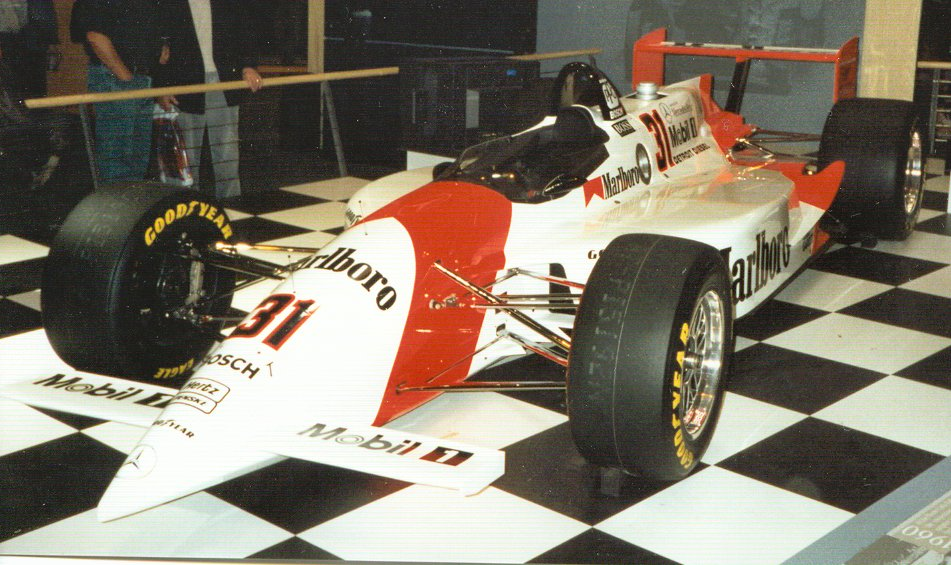
Même voiture (la Penske PC23).

## Famille Unser
- Son père: Al
- Son fils: Al III
- Ses oncles: Bobby et Jerry (mort en 1959)
- Ses cousins: Robby et Johnny